# Robert J. Shiller
Robert James "Bob" Shiller (Detroit, Míchigan, 29 de marzo de 1946) es un economista estadounidense neo-keynesiano.
Licenciado de la Universidad de Míchigan (1968), obtuvo el doctorado en el Instituto Tecnológico de Massachusetts en 1972. Fue laureado con el Premio del Banco de Suecia en Ciencias Económicas en memoria de Alfred Nobel en 2013.

## Orígenes familiares
Tiene ancestros lituanos y creció como metodista. Su padre fue un ingeniero emprendedor. Reside en Conneticut y es padre de dos hijos. Su esposa es psicóloga.

## Trayectoria y principales contribuciones
Actualmente se desempeña como Sterling Professor de Economía en la Universidad de Yale y es miembro de la Facultad del Centro Internacional de la Gerencia de Finanzas de Yale. Recientemente publicó un curso en la página web coursera.org, dónde enseña cómo lograr el portafolio óptimo, y otorga decenas de conocimientos acerca de inversiones. Shiller ha sido investigador asociado de la Oficina Nacional de Investigación Económica (NBER) desde 1980, fue vicepresidente de la American Economic Association en 2005, y presidente de la Asociación Económica del Este para el período 2006-2007. Es también el cofundador y economista jefe de la firma de gestión de inversiones MacroMarkets LLC.
Shiller se encuentra entre los 100 economistas más influyentes del mundo. Thomson Reuters lo nombró candidato para el Premio del Banco de Suecia en Ciencias Económicas en memoria de Alfred Nobel de 2012, "por sus contribuciones pioneras a la volatilidad del mercado financiero y la dinámica de los precios de activos".
Publicó en 2000 un libro ahora considerado profético, Exuberancia Irracional, sobre la burbuja del mercado de valores, conocida entonces como burbuja punto com. En la segunda edición de 2005 consideró que la vivienda parecía peligrosamente sobrevaluada y se estaba configurando una burbuja inmobiliaria. En 2009, en The Subprime Solution consideró que el entusiasmo irracional por las inversiones inmobiliarias llevó a la crisis financiera global y hace propuestas para evitar las crisis causada por la que denomina "psicología de la burbuja".
En "Cómo beneficiarse del auge inmobiliario" de la CNBC en 2005, señaló que los aumentos de los precios de las viviendas no podrían superar la inflación a largo plazo porque, excepto en los terrenos restringidos, los precios de las viviendas tenderían hacia los costos de construcción más las ganancias económicas normales.
En 2003, Shiller fue coautor de un artículo de Brookings Institution llamado "¿Hay una burbuja en el mercado de la vivienda?". Posteriormente, Shiller refinó su posición en la segunda edición de Irrational Exuberance (2005), reconociendo que "nuevas subidas en los mercados [de valores y de vivienda] podrían conducir, eventualmente, a caídas aún más significativas ... Una consecuencia a largo plazo podría ser una disminución de la confianza de los consumidores y las empresas, y otra recesión, posiblemente mundial. Este resultado extremo ... no es inevitable, pero es un riesgo mucho más grave de lo que se reconoce ampliamente ". En un artículo publicado en The Wall Street Journal en agosto de 2006, Shiller advirtió de nuevo que "existe un riesgo significativo de un período muy malo, con ventas lentas, comisiones reducidas, caída de precios, aumento de la morosidad y ejecuciones hipotecarias, serios problemas en los mercados financieros y una posible recesión". antes de lo que la mayoría de nosotros esperábamos". En septiembre de 2007, casi exactamente un año antes del colapso de Lehman Brothers, Shiller escribió un artículo en el que predijo un colapso inminente en el mercado inmobiliario estadounidense y el pánico financiero subsiguiente.
Robert Shiller fue galardonado con el Premio Deutsche Bank de Economía Financiera en 2009 por su investigación pionera en el campo de la economía financiera, relacionada con la dinámica de los precios de los activos, como la renta fija, la renta variable y el sector inmobiliario, y sus mediciones. Su trabajo ha sido influyente en el desarrollo de la teoría, así como en sus implicaciones para la práctica y la formulación de políticas. Sus contribuciones sobre el riesgo compartido, la volatilidad de los mercados financieros, las burbujas y las crisis, han recibido una amplia atención entre académicos, profesionales y legisladores por igual. En 2010, la revista Foreign Policy lo incluyó en su lista de los principales pensadores mundiales.
En 2010, Shiller apoyó la idea de que para arreglar los sistemas financiero y bancario, a fin de evitar una futura crisis financiera, los bancos deben emitir un nuevo tipo de deuda, conocida como capital contingente, que se convierte automáticamente en capital si los reguladores determinan que existe una crisis financiera nacional sistémica, y si el banco al mismo tiempo viola la suficiencia de capital.
En 2011, Bloomberg lo incluyó entre las 50 personas más influyentes en las finanzas globales.
El 14 de octubre de 2013, se anunció que Shiller, junto con Eugene Fama y Lars Peter Hansen, recibirán el Premio del Banco de Suecia en Ciencias Económicas en memoria de Alfred Nobel, 2013 - "por su análisis empírico de los precios de los activos".
Su conferencia en la ceremonia explicó por qué los mercados no son eficientes. Presentó un argumento sobre por qué la hipótesis del mercado eficiente (EMH) de Eugene Fama era falaz. La EMH postula que el valor presente de un activo refleja la incorporación eficiente de información en los precios. Según Shiller, los resultados del movimiento del mercado son extremadamente erráticos, a diferencia de la afirmación de Fama, donde el movimiento sería más suave si reflejara el valor intrínseco de los activos. Los resultados de los gráficos proporcionados por Shiller mostraron una clara aberración con respecto a la hipótesis del mercado eficiente. Por ejemplo, el crecimiento de los dividendos había sido del 2% anual en acciones. Sin embargo esto contradecía la EMH ya que el crecimiento no reflejaba los dividendos esperados. Se explica además por el modelo de valor presente lineal de Shiller como resultado de la colaboración con su colega y exalumno John Campbell, donde solo entre la mitad y un tercio de las fluctuaciones en el mercado de valores se explican por el modelo de dividendos esperados. Asimismo, en la conferencia señaló que variables como las tasas de interés y los costos de construcción no explican el movimiento del mercado de la vivienda.
Por otro lado, Shiller cree que más información sobre el mercado de activos es crucial para su eficiencia. Además, aludió a la explicación de John Maynard Keynes sobre los mercados de valores para señalar la irracionalidad de las personas al tomar decisiones. Keynes comparó el mercado de valores con un concurso de belleza en el que la gente, en lugar de apostar por quién encuentra atractivo, apuesta por el concursante que la mayoría de la gente encuentra atractivo. Por lo tanto, cree que la gente no usa cálculos matemáticos complicados y un modelo económico sofisticado mientras participa en el mercado de activos. Argumentó que se requiere un gran conjunto de datos para que el mercado funcione de manera eficiente. Dado que había pocos datos disponibles en los mercados de activos para su investigación, y mucho menos para la gente común, desarrolló el índice Case-Shiller que proporciona información sobre las tendencias en los precios de las viviendas. Por lo tanto, agregó que el uso de tecnología moderna puede beneficiar a los economistas para acumular datos de clases de activos más amplias que harán que el mercado esté más basado en la información y los precios sean más eficientes.
En entrevistas en junio de 2015, Shiller advirtió sobre la posibilidad de una caída del mercado de valores. En agosto de 2015, después de una caída repentina en las acciones individuales, continuó viendo condiciones de burbuja en las acciones, los bonos y la vivienda.
En 2015, el Consejo de Educación Económica honró a Shiller con su Premio Visionario.
En 2017, se citó a Shiller diciendo que el Bitcoin era la burbuja financiera más grande en ese momento. La falla percibida de Cincinnati Time Store se ha utilizado como una analogía para sugerir que las criptomonedas como el Bitcoin son una "burbuja especulativa" que espera estallar, según Robert J. Shiller.
Actualmente se ocupa de la importancia de la narrativa en la economía y admite que: "En el siglo XXI, con toda la tecnología de la información y las redes sociales, parece mucho más sencilla y rápida la diseminación de historias parcialmente ciertas o directamente falsas. No parece casualidad, recuerda, que “post-truth” (posverdad) fuera elegida como la palabra internacional del año por el Diccionario Oxford." En 2019, Shiller publicó Narrative Economics. El libro recibió críticas favorables y fue seleccionado entre la lista de Mejores libros de 2019 publicada por el Financial Times.
“Es una posibilidad que deberíamos intentar comprender mejor. Aunque sea imposible adivinar con antelación qué narrativas se harán virales e influyentes, sería muy apropiado añadir análisis a los temas de los que habla la gente para buscar el origen de fluctuaciones económicas”.

## Libros
- Narrative Economics: How Stories Go Viral and Drive Major Economic Events, Robert J. Shiller, Princeton University Press (2019), ISBN 978-0691182292.

- Phishing for Phools: The Economics of Manipulation and Deception, George A. Akerlof and Robert J. Shiller, Princeton University Press (2015), ISBN 978-0-691-16831-9.

- Finance and the Good Society. Robert J. Shiller, Princeton University Press (2012), ISBN 0-691-15488-0. Traducido como Las finanzas en una sociedad justa, Grupo Planeta Barcelona, septiembre de 2012. ISBN 978-84-234-1265-5.
- Animal Spirits: How Human Psychology Drives the Economy, and Why It Matters for Global Capitalism. George A. Akerlof and Robert J. Shiller, Princeton University Press (2009), ISBN 978-0-691-14233-3. Traducido como Animal Spirits: Cómo influye la psicología humana en la economía. Grupo Planeta Barcelona, 2012, ISBN 9788498752274.
- The Subprime Solution: How Today's Global Financial Crisis Happened, and What to Do about It. Robert J. Shiller, Princeton University Press (2008), ISBN 0-691-13929-6. Traducido como El estallido de la burbuja: Cómo se llegó a la crisis y cómo salir de ella. Grupo Planeta Barcelona, 2009. ISBN 978-84-9875-023-2.
- The New Financial Order: Risk in the 21st Century. Robert J. Shiller, Princeton University Press (2003), ISBN 0-691-09172-2. Traducido como El nuevo orden financiero. El riesgo en el siglo XXI. Madrid Turner, 2003. ISBN 978-84-7506-663-9.
- Irrational Exuberance. Robert J. Shiller, Princeton University Press (2000), ISBN 0-691-05062-7.
- Macro Markets: Creating Institutions for Managing Society's largest Economic Risks. Robert J. Shiller, Clarendon Press, New York: Oxford University Press, 1993. ISBN 0-19-828782-8.
- Market Volatility. Robert J. Shiller, MIT Press, 1990. ISBN 0-262-19290-X.